# Adopsychiatrie
 (février 2014).
Si vous disposez d'ouvrages ou d'articles de référence ou si vous connaissez des sites web de qualité traitant du thème abordé ici, merci de compléter l'article en donnant les références utiles à sa vérifiabilité et en les liant à la section « Notes et références ».
L’adopsychiatrie est la branche de la psychiatrie s'occupant des adolescents.

## France
En France, elle n'est pas officiellement distincte de la pédopsychiatrie.

## Québec
Le Centre hospitalier Pierre-Janet de Gatineau propose un programme d'adopsychiatrie.
Celui-ci offre des services d'évaluation, de consultation et de traitement aux jeunes de 14 à 17 ans (inclusivement), francophones et anglophones de la région de l'Outaouais, en collaboration avec les organismes et les partenaires du milieu pour favoriser la prise en charge de l’adolescent en difficulté qui nécessitent une expertise et/ou un suivi psychiatrique spécialisé (troubles émotifs sévères, de graves difficultés d'adaptation ou encore une psychopathologie, et dont la souffrance nécessite une intervention spécialisée pour soutenir les ressources personnelles, les forces du milieu et de la communauté).